# Letizia Raco
Letizia Raco (27 aprile 1975) è un'attrice e modella italiana.

## Biografia
Ha partecipato a Miss Italia dove è stata finalista rai uno a Salsomaggiore nell'edizione del 1989 per la regione Valle d'Aosta.

## Filmografia
- Angelo nero, regia di Roberto Rocco – miniserie TV (1998)
- 36 Quai des Orfèvres, regia di Olivier Marchal (2004)[3]
- Mozart è un assassino, regia di Sergio Martino (1999)[4]
- La rumbera, regia di Piero Vivarelli (1998)[5]
- Finalmente soli, regia di Umberto Marino (1997)[6]
- La strana s36 Quai des OrfèvresLa strana storia di Olga O, regia di Antonio Bonifacio (1995)[7]
- Prestazione straordinaria, regia di Sergio Rubini (1994)[8]
- Abbronzatissimi 2 - Un anno dopo, regia di Bruno Gaburro (1993)[9]
- A cena col vampiro (1988)[6]